# Indcar Mobi
L'Indcar Mobi è un modello di minibus urbano prodotto dall'azienda spagnola Indcar sul telaio dell'Iveco Daily a partire dal 2013.
La produzione avviene presso lo stabilimento di Prejmer, in Romania.

## Storia
La gamma Mobi è nata nel 2013 per creare un nuovo modello di minibus urbano semplice e a basso costo per gli operatori di trasporto pubblico.
Nel 2020 è stato prodotto il 1000º esemplare, consegnato all'azienda italiana Cialone Tour.

## Tecnica
Il veicolo è disponibile con due motorizzazioni diverse: Iveco Daily 70C18 nella versione diesel, con 4 cilindri e una potenza di 180 CV/132 kW, e Iveco Daily 70C14 nella versione a gas naturale compresso (GNC), con una potenza di 140 CV/102 kW.

## Versioni

### Mobi
- Lunghezza: 8,2 m
- Larghezza: 2,4 m
- Altezza: 3,1 m
- Alimentazione: gasolio, metano (GNC)
- Porte: 1 o 2

### Mobi City
- Lunghezza: 7 m
- Larghezza: 2,2 m
- Altezza: 2,8 m
- Alimentazione: gasolio
- Porte: 2

### Mobi Low Entry
- Lunghezza: 8,6 m
- Larghezza: 2,4 m
- Altezza: 3,1 m
- Alimentazione: gasolio
- Porte: 2

## Diffusione
Il veicolo è diffuso principalmente in Spagna anche se alcuni esemplari sono presenti anche in Italia con marchio Iveco. Nel 2020 ATAC (Roma) ha acquistato 30 esemplari di Mobi urbani, entrati in servizio nel 2021 dopo la dismissione di 20 mezzi dello stesso modello noleggiati da Cialone Tour (Ferentino).Inoltre APAM ne ha acquistato qualche esemplare per effettuare il servizio navetta tra i parcheggi scambiatori e il centro della città.